# Paradarisa lignicolor
Paradarisa lignicolor är en fjärilsart som beskrevs av W. Warren 1897. Paradarisa lignicolor ingår i släktet Paradarisa och familjen mätare. Inga underarter finns listade i Catalogue of Life.